# معركة نهر الشلف (1015)
دارت معركة نهر الشلف في 17 أكتوبر 1015 بين الجيش الزيري بقيادة باديس بن المنصور أمير إفريقية والجيش الحمادي بقيادة حماد بن بلكين وشقيقه إبراهيم. كانت هذه المعركة جزءًا من الحرب الحمادية الزيرية والتي أسفرت عن تقسيم الدولة الزيرية السابقة إلى إمارتين مستقلتين. وقعت المعركة بالقرب من مدينة تاهرت التي تعود إلى العصور الوسطى وتقع في جنوب وادي الشلف، وانتهت بانتصار حاسم للزيريين.
عبر جيش باديس، المكون من حلف من القبائل البربرية التي تسكن المنطقة، نهر الشلف وأقاموا قاعدتهم بالقرب من ضفافه. في 17 أكتوبر 1015، تقدم الجيش الباديسي نحو معسكر الحماديين. أدى الهجوم غير المتوقع إلى حد كبير بقيادة الأمير الزيري إلى معركة دامية انضمت خلالها قوات زناتة إلى حزب باديس. في النهاية، تغلب الجيش الزيري على قوات الحماديين، على الرغم من أن الأمير حماد نفسه نجا من الهزيمة. بعد انتصارهم، نهب الزيريون المعسكر وجمعوا الإمدادات وأخذوا رهائن.

## الخلفية
بعد الهزيمة القاسية في باجة، تحرك باديس نحو المغرب الأوسط ووصل إلى تامديت. وصل حماد هناك مع 30.000 فارس، ناهيك عن المشاة والجنود الذين انضموا إلى باديس. في تامديت، تلقى باديس نبأ وفاة ابنه منصور، الذي أصيب بالجدري وتوفي بعد سبعة عشر يومًا. وعلى الرغم من ذلك، ظل صبرَ باديس وعقد عزائًا في 25 يوليو 1015 وواسى المكلومين. في اليوم التالي، غادر باديس تامديت باتجاه دكمة، حيث انضم إليه عدد من أنصار حماد، بما في ذلك مسؤولون في الدولة، ومنهم خلف الحميري، والي حمّاد على آشير، ما أوهن عزيمة حماد، الذي أراد التحصن هناك فانسحب لتاهرت.
وانضم لباديس مجموعة من القبائل، منهم بنو أبي واليل حكام المقرة (40 كيلومتر شرق المسيلة)، وبنو غمرت الذين جازاهم باديس وسلمهم طبنة، وغيرهم، فاضطر حماد إلى اللجوء لوادي الشلف عند بني واطيل، ثم وصل باديس المسيلة يوم 20 أوت 1015 ورحب به السكان ومن هناك أرسل أخاه كرامة لقيادة هجوم على قلعة بني حماد.
ثم استولى باديس على آشير، مما دفع إبراهيم إلى الفرار. وفي وادي الطين، استسلمت قبيلة بني توجين الزناتية لباديس. سعى زعيمهم عطية دفلتن للانتقام لوالده الذي قتله حماد، واقتفى أثره ابن عمه يدار بن لقمان بن المعتز. كافأ باديس هؤلاء القادة وقبل مساعدتهم. وقدم المؤرخ الرقيق معلومات عن تحالف بني توجين مع باديس، مشيرًا إلى أنه عند وصوله إلى ضفاف نهر الشلف، أغرى باديس بني توجين الذين كانوا قد دعموا حماد سابقًا بثلاثة آلاف رجل تحت قيادة عطية دافلتن وابن عمه ذو النفوذ الواسع لقمان بن الصادق.

## المعركة
أرسل عطية ابنه يدار ليبلغ باديس بانشقاقهم. ويمكن الاستدلال على أن بني توجين لم يتخلوا عن حماد أثناء المعركة إلا وفقًا لخطة متفق عليها مسبقًا مع باديس وقياداته. عبر باديس نهر الشلف، مارًا أمام جبل الورشنيس وسرسو دون عبور وادي واصل. وأقام معسكره على ضفاف النهر عند قاعدة جبل غزول. وعلى الجانب الآخر من النهر العميق والممتلئ، وقف حماد متكئًا على جبل بني واطيل الوعر. كان كلا الجيشين ينظران إلى بعضهما البعض، واستعد الخصمان للمعركة.
ظل باديس يقظًا وحذرًا. وفي صباح يوم الأحد 17 أكتوبر 1015، حشد قواته ورتبها ووضع كل قائد في مكانه. ويبدو أن حماد لم يتوقع عبور أعدائه للنهر في ذلك اليوم. ربما لم يكن قد حرس جميع المعابر المحتملة بشكل كافٍ. بغض النظر عن ذلك، تقدم باديس على ظهور الخيل، وتبعه فرسانه، بينما عبر المشاة سباحة. حدث هذا بسرعة دون أي مقاومة من حماد. عندما التقت القوتان، نشبت معركة شرسة. كان رجال باديس عازمين على الصبر أو الموت، وهم يعرفون قسوة حماد على الأسرى. كان القتال عنيفًا، وانشق العديد من أنصار حماد، وخاصة بنو توجين، وانضموا إلى باديس. فر حماد، بعد أن تخلى عنه رجاله، برفقة 500 من فرسانه إلى حصن مغيلة، بعد أن قتل زوجاته بيديه ليتجنب وقوعهن في أيدي العدو.
استولى جيش باديس على ممتلكات حماد، بما في ذلك عشرة آلاف درقة من اللمط (أي درع من جلد الظبي). وأكد المؤرخ إبن الأثير أنه "لولا اشتغال العسكر بالنهب لأُخِذَ حمّاد أسيراً". كافأ باديس بني توجين على مساهمتهم الكبيرة في النصر بالسماح لهم بالاحتفاظ بجميع غنائم ذلك اليوم. وأقر لقمان زعيماً على قبيلته وجميع أراضيها، مما يسمح له بالاحتفاظ بأي أراضٍ يمكنه الاستيلاء عليها في معارك مستقبلية لصالح الزيريين. انتقلت قيادة بني توجين في النهاية إلى أحفاد دافلتن. في حين أن ابن خلدون ربما بالغ في الغنائم الممنوحة لبني توجين، إلا أنه أقر بدورهم الحاسم في انتصار باديس.
وقد ذُكِر في البيان المُغرب بشأن الغنائم أن "ووجد رقعتان فيهما: «إن الذي عند القائد فلان صندوق فيه خمسون ألف دينار وسبعمائة ، ومن الورق ألف ألف درهم، ومن الأمتعة خمسون صندوقا ، غير ما كان في بيت حماد وخمسمائة ألف وخزائنه"

## العواقب
تحدث المؤرخون كثيرا عن أحداث ما بعد المعركة، فنقل ابن عذاري عن أبي اسحاق الرقيق: «وجد رجل بين يديه بغل يسوقه ، ففتشه بعض الوصفان بين أيدينا ، فوجد في حشو برذعته وصوفها ثمانية آلاف دينار ومثل هذا ما لا يحصى كثرة. وعرضت لي أبيات بعد أن صعدنا من الوادي ، وقد لقينا به مشقة شديدة ، غير أن حلاوة الظفر والفوز بالسلامة أنسى ذلك وهي: لم أنْسَ يوما بشَلَفٍ رَاعَ منظرُه، وقد تضايق ملتقى الحَدَقِ، والخيل تعبر بالهامات خائضة، من سافح الدم مجرى قاني الفَلَقِ، والبيضُ في ظُلُمات النَّقْعِ بارقةٌ، مِثل النجوم تَهَاوَتْ في دُجَى الغَسَقِ، وقد بدا مُعلما باديسُ مُشتهراً، كالشمس في الجوّ لا يخفى عن الحَدَقِ، وإنّ راحتَه لو فاض نائلُها، وبَأْسُها في الورى أشفوا على الغَرَقِ، تَجْلُو عِمامته الحمراء غُرّتَه ،كأنّه قَمَرٌ في حُمْرَة الشَّفَقِ، لو صُوِّرَ الموت شخصا ثم قيل له، أبو مَنَادٍ تَبَدَّى ، مات من فَرَقِ».
وأما نصير الدولة ، فيوم هزيمة حماد، أخرج بكار بن جلالة الوتلكاتي وكان قد أُخِذ أسيرًا، وكان بكار كثيرًا ما ينطلق به لسانه . وكان يوسف بن أبي حبوس معتقلاً أيضا عند نصير الدولة ، فأخرج بكار بمحضر يوسف ، وحلقت لحيته، ويوسف ينظر إليه . ثم أمر: فحلقت لحية يوسف ، فصارا مثلة في العالم. قال الرقيق: لما عاينا يوسف، وقد حلقت لحيته ، تحدثنا سرا بيننا وقلنا: «قد كنا نرجو ليوسف الحياة ، لأن الملوك تعفو بعد العقوبة! وأما المثلة فما نرى أن بعدها إبقاء! . فلمحنا نصير الدولة وقال: «ما خضتها فيه ؟ ، فصدقناه سرا ، فقال: «ما أبعدتما! ، وبعد ثلاث أمر بإحضاره ، فعدد عليه مساوئ أفعاله وقبائح أعماله ، ثم أمر به ، فجذع أنفه وقطعت أذنه ، ورفع من من بين يديه . . ثم أعيد . إليه ، فقطعت يداه جميعا . ثم أمر به إلى موضع اعتقاله ، فبات مشحطاً في دمائه. فحكى بعض الحرس أنه سمعه يرغب أخاه أن يذبحه ويريحه خيفة أن يُخرج من الغد ويُزاد في عذابه أمام أعدائه . فقال له أخوه: «أصبر على قضاء الله وقدره! ، فقال البعض الحرس: خذ بيدي أخرج لقضاء الحاجة ، فأخذ بيده ووقف، فضرب ضربة عظيمة بجبهته في عمود ، فدرت منها عيناه ، وجرى دماغه وخر إلى الأرض ميتا .

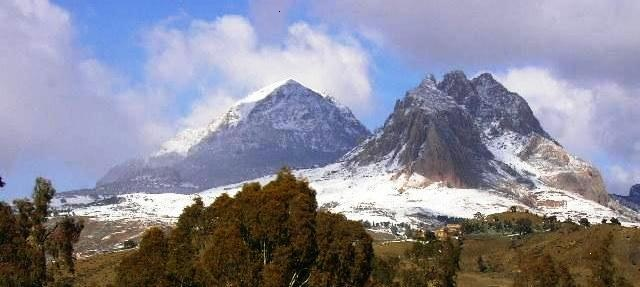
سلسلة جبال الونشريس حيث وقعت المعركة

بعد المعركة، توجه حماد نحو حصن مغيلة، الذي يقع على بعد 25 كم شمال تاهرت. وصل هناك في 2 جمادى الأولى 406 هـ (18 أكتوبر 1015 م) ثم اتجه إلى قلعة بني حماد بعد خمسة أيام. عند وصولهم إلى القلعة، تحصن حماد وأخوه إبراهيم هناك، وبقيا لمدة ثلاثة أيام للراحة والسماح لجندهم وخيولهم بالتعافي. أبلغ إبراهيم حماد بحاجتهم إلى المزيد من الطعام والملح. ثم سار حماد، مع كل من كان معه ومع أخيه، إلى بلدة دكمة. كان حماد حاقدا على أهل هذه البلدة فقتل حوالي 300 رجل من دكمة، بعد ذلك، أخذ حماد كل الطعام والملح من دكمة وعاد إلى حصنه.
وفي هذه الأثناء، واصل باديس رحلته نحو الشرق، فوصل إلى المسيلة في 28 جمادى الأولى 406 هـ/13 نوفمبر 1015 م. وهناك استقبل مبعوثًا من عمه إبراهيم، كُلِّف بتقديم اعتذارات نيابة عن حماد الذي اعترف بخطئه. كما ذكَّر المبعوث باديس بالخدمات التي قدمها حماد للدولة الزيرية بقوله: "ألم يسهر على الدفاع عن الحدود الغربية والذود عن الدولة ، تماما كما ساند القائد الذائع الصيت الحجاج بن يوسف بني أمية ؟". كما تلقى باديس رسائل أخرى، بما في ذلك اعتذارات من إبراهيم وحماد. ذكر المؤرخ الهادي روجي أنه من المرجح أن باديس استجاب وفرض شروطًا اعتبرها حاسمة، مثل الاستسلام غير المشروط. ثم شرع في حصار قلعة بني حماد، والذي استمر لأكثر من 6 أشهر.